# Pałac w Siemianicach (województwo wielkopolskie)
Pałac w Siemianicach – zabytkowy pałac we wsi Siemianice (województwo wielkopolskie).
Pałac wybudowany w 1835 na zlecenie generała Piotra Szembeka (1788–1866) i przebudowany w 1894 w stylu neorenesansowym. Był miejscem działalności Marii Szembekowej z Fredrów (1862–1937) żony Piotra Szembeka (1843–1896). Obecnie obiekt pełni rolę siedziby Leśnego Zakładu Doświadczalnego Uniwersytetu Przyrodniczego w Poznaniu. W jego otoczeniu znajduje się park krajobrazowy z XIX w. o powierzchni 4,49 ha.

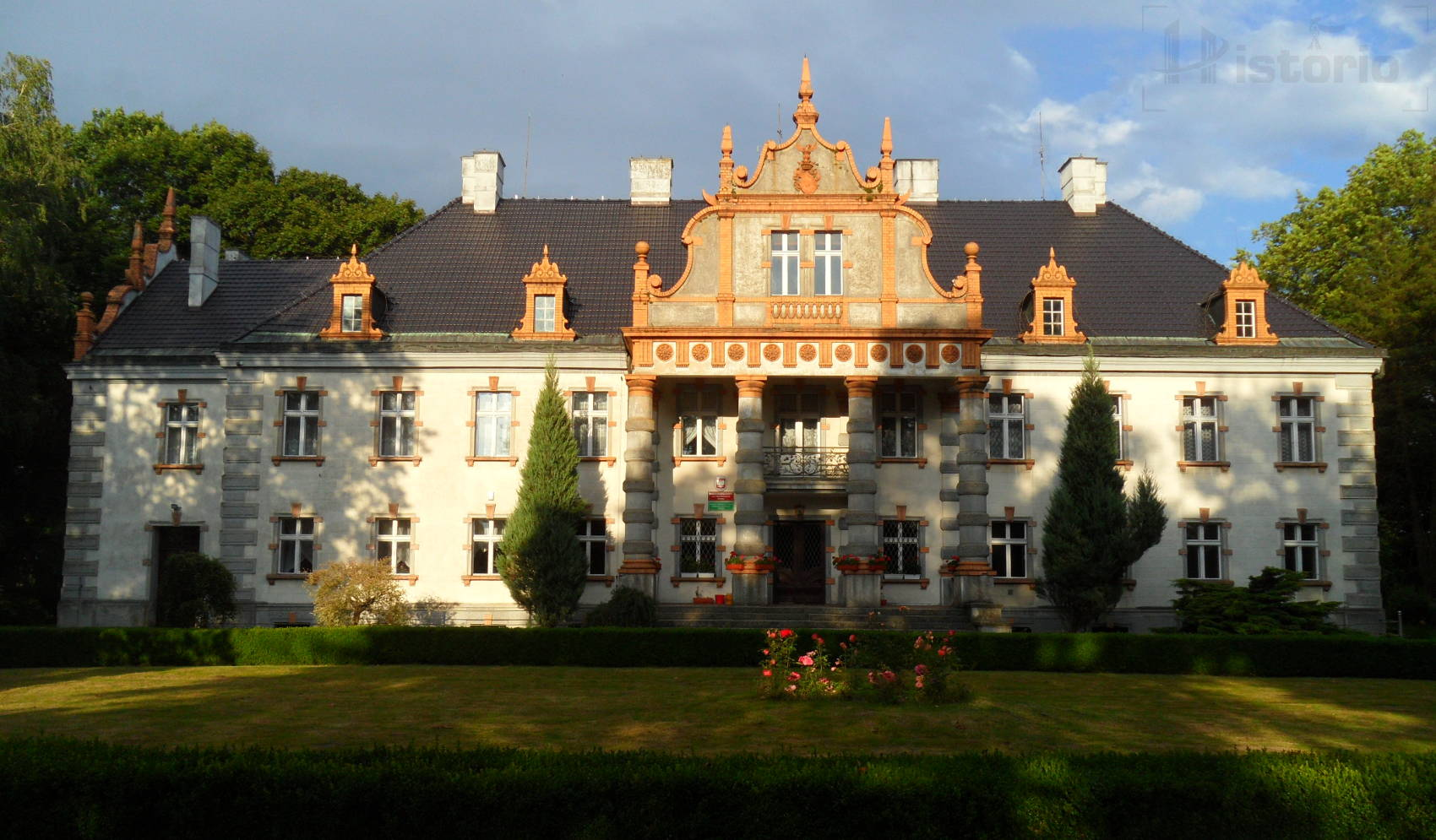
Fasada
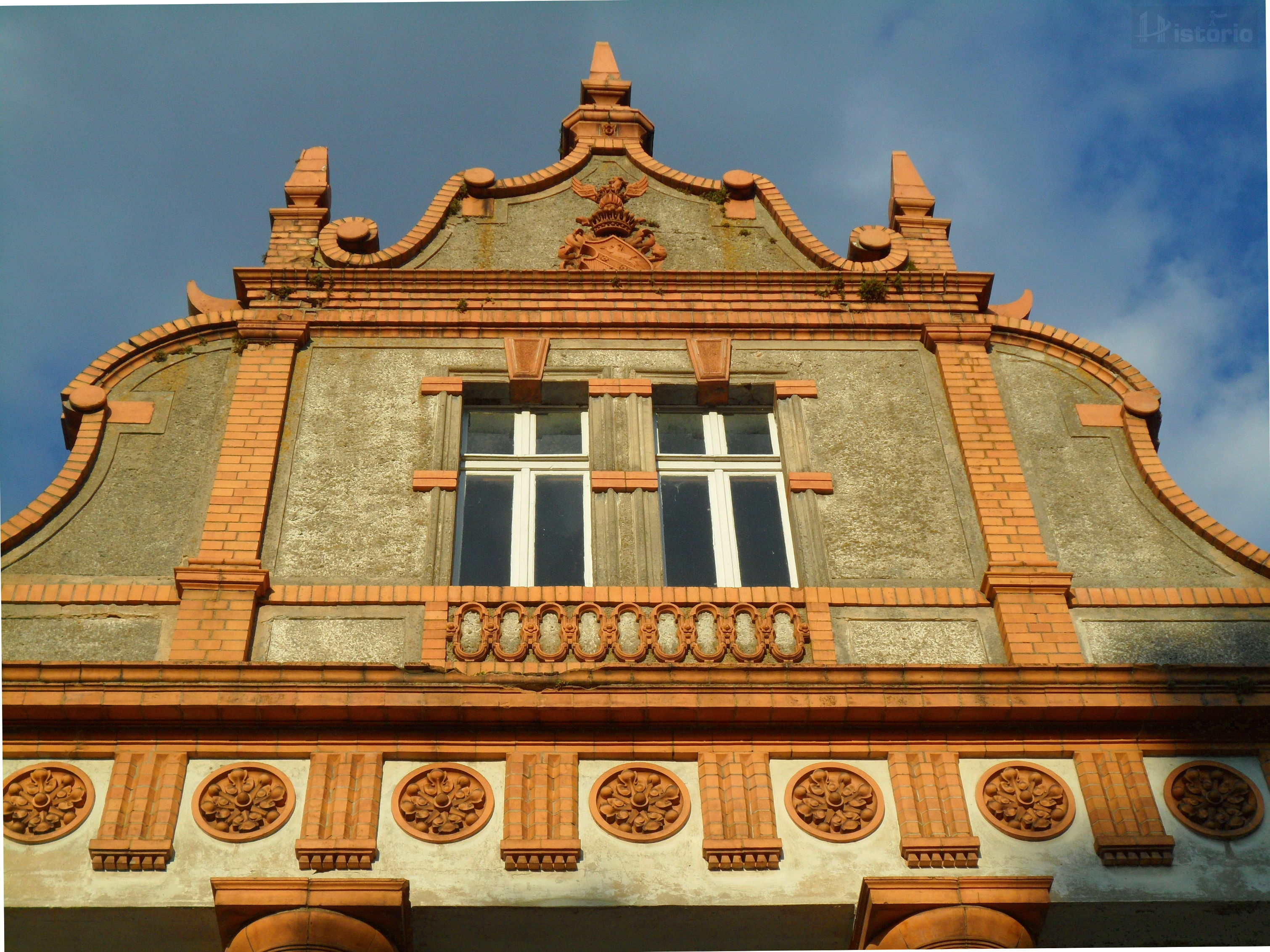
Szczyt z herbem Szembek
Herb Szembek